# José Gavica
José Eduardo Gavica (Guayaquil, 8 januari 1969) is een voormalig profvoetballer uit Ecuador, die speelde als middenvelder gedurende zijn carrière.

## Clubcarrière
Gavica speelde vrijwel zijn gehele carrière in zijn vaderland Ecuador en kwam onder meer uit voor Barcelona SC en Audaz Octubrino. Hij beëindigde zijn loopbaan in 2012 bij Deportivo Colón. In 1998 was hij korte tijd actief voor het Chileense Corporación Deportiva Everton de Viña del Mar. Gavica won driemaal de Ecuadoraanse landstitel.

## Interlandcarrière
Gavica speelde 34 interlands voor Ecuador, en scoorde viermaal voor de nationale ploeg. Onder leiding van bondscoach Dušan Drašković maakte hij zijn debuut op 8 augustus 1992 in de vriendschappelijke thuiswedstrijd tegen Costa Rica (1-1) in Guayaquil. Hij werd in dat duel na 63 minuten vervangen door Eduardo Hurtado. Gavica nam met Ecuador deel aan de strijd om de Copa América in 1993 en 1997.

## Erelijst
Barcelona SC
- Campeonato Ecuatoriano

1991, 1995
 El Nacional
- Campeonato Ecuatoriano

2005 (C)